# Saurita astyoche
Saurita astyoche là một loài bướm đêm thuộc phân họ Arctiinae. Loài này được Carl Geyer mô tả năm 1832. Loài này có ở Suriname và Rio Grande do Sul, Brasil.